# Остер, Адальберт
Адальберт Остер (рум. Adalbert Oster; род. 4 марта 1944, Тимишоара) —  румынский спортивный стрелок.

## Биография
Родился в 1944 году в Тимишоаре.
Увлечение стрельбой началось с занятия охотой. Остер начал заниматься стрелковым спортом в возрасте 28 лет после участия в отборе, который координировал будущий тренер национальной сборной по стрельбе Ион Нямцу. В свой первый год в качестве спортсмена он занял третье место на национальном чемпионате.
В 1976 году он завоевал бронзовую медаль в личном зачёте на чемпионате Европы по стендовой стрельбе в Брно и на чемпионате Балкан в Афинах.  В том же году Адальберт Остер в составе национальной сборной Румынии  принимал участие в соревнованиях по стрельбе на Олимпийских играх в Монреале, где занял 35-е место в смешанной стрельбе по тарелочкам.  Через несколько месяцев после Олимпиады на чемпионате Румынии установил национальный  рекорд.
В 1979 году эмигрировал в Германию, где проживает по сей день.